# Чишма-Бураєво
Чишма́-Бура́єво (рос. Чишма-Бураево, башк. Шишмә-Борай) — присілок у складі Бураєвського району Башкортостану, Росія. Входить до складу Тазларовської сільської ради.
Населення — 140 осіб (2010; 173 у 2002).
Національний склад:
- башкири — 99 %